# Mont Round Top
Mont Round Top är ett berg i Kanada.   Det ligger i provinsen Québec, i den sydöstra delen av landet, 400 km öster om huvudstaden Ottawa. Toppen på Mont Round Top är 693 meter över havet, eller 171 meter över den omgivande terrängen. Bredden vid basen är 9,5 km.
Terrängen runt Mont Round Top är platt åt nordväst, men åt sydost är den kuperad.Trakten runt Mont Round Top är nära nog obefolkad, med mindre än två invånare per kvadratkilometer.. Närmaste större samhälle är Lac-Mégantic, 15,5 km väster om Mont Round Top. 
I omgivningarna runt Mont Round Top växer i huvudsak blandskog.